# Madona kancelara Rolina
Madona kancelara Rolina je slika flamanskog slikara Jana van Eycka oko 1435. Slika je veličine 65 x 62,3 cm i nalazi se u muzeju Louvre u Parizu.

## Motiv slike
Slika pokazuju unutrašnjost palače s pogledom na grad u dolini rijeke. Kancelar Nicolas Rolin kleči sa sklopljenim rukama pred Marijom, koja u krilu drži malog Isusa. Isus posvećuje s desnom rukom kancelara a u drugoj drži kraljevsku jabuku. Lebdeći anđeo stavlja krunu Mariji na glavu i s tim činom pokazuje njezin status nebeske kraljice.

## Tumačenje
Palača predstavlja nebeski Jeruzalem, u kojemu nije potrebno nikakvo posredništvo između čovjeka i Boga. Grad iza stupova ne može se s tim usporediti ali i on pripada mesijanskom svijetu. 
Položaj katedrale u pozadini i sjenka štapa osobe koja ga drži na sredini slike, ukazuju da izvor svjetla dolazi sa sjeverozapada. Brevijar koji je ispred Rolina ne daje nikakvu obavijest o vremenu, ali na otvorenoj stranici je veliko D pa se pretpostavlja da je na toj strani jutarnja molitva "Domine, labia mea aperies" ("Gospodine, otvori moje usne").
U Marijinom vrtu ispred palače cvatu ruže, ljiljani i irisi.
Na stazi iza vrta mogu se vidjeti dvije osobe: jedna promatra grad a druga se vidi iz profila. Ta druga osoba (u plavom mantilu i crvenom turbanu) drži štap u ruci, što ukazuje da je ta osoba dvorski službenik i neki je identificiraju kao samog slikara. Boja i forma turbana podudaraju se s detaljima sa slikarovog autoportreta Čovjek s crvenim turbanom.

## Istraživanje
Mnogobrojni detalji naknadno su dodani. S infracrvenom reflektografijom ove su promjene vidljive: Posvećujuću ruku malog Isusa slikar je naknadno nacrtao, osim toga na remenu kancelara mogla se vidjeti vrećica s novcem.

## Vanjske poveznice
- (engl.) Stranica Louvra — Interaktivno istraživanje Madone kancelara Rolina  Arhivirana inačica izvorne stranice od 20. svibnja 2015. (Wayback Machine)